# Богатырёво (Чувашия)
Богатырёво (чув. Патӑрьел) — село в Цивильском районе Чувашии, административный центр Богатырёвского сельского поселения.

## География
Расстояние до Чебоксар — 54 км, до районного центра — города Цивильск — 17 км, до железнодорожной станции — 12 км. Село расположено на правобережье реки Унга.

### Административно-территориальная принадлежность
В XVIII веке в составе Богатырёвской, Чебаевской волостей Ядринского уезда, с 1921 года — в Цивильском уезде, с 1927 года в составе Цивильского района. Сельский Совет: с 1 октября 1927 года — Богатырёвский.

## История
Селение упоминается с XVII века. Жители — до 1724 года ясачные, до 1866 года государственные крестьяне; занимались земледелием, животноводством, рогожно-кулеткацким производством (холсты и сукна), прядением льна и шерсти. Действующий храм во имя Святого Гурия, архиепископа Казанского (не позднее 1749 года; В 1826 году на средства прихожан построена каменная двухпрестольная церковь, главный престол во имя Святого Гурия и Варсонофия Казанских Чудотворцев, придел —  во имя Святого апостола Иоанна Богослова). С 15 октября 1884 года функционировала школа грамоты, с 8 ноября 1845 года — школа Министерства государственных имуществ, земская больница (во 2-й половине XIX века). В начале XX века действовали мельница, базар. В 1930 году образован колхоз «Богатырь».

### Исторические и прежние названия
Гурьевское, Салтыганово тож; Салтыганово (1917—1923), чув. Чиркӳллĕ Патăрьяль (1917—1931).

## Население
| 2010 | 2012 |
| ---- | ---- |
| 405  | ↘404 |

По данным Всероссийской переписи населения 2002 года в селе проживало 416 человек, преобладающая национальность — чуваши (99%).

## Инфраструктура
Имеются школа, детский сад, фельдшерско-акушерский пункт, дом ветеранов, клуб, библиотека, стадион, отделение связи, 2 магазина, отделение сбербанка России
.

Улицы: Боголюбова, Восточная, Гагарина, Матросова, Молодёжная, Павлова, Пришкольная, Северная, Солнечная, Центральная, Южная.

## Памятники и памятные места
- Обелиск со списком воинов-земляков, ушедших из села Богатырёво, деревень Хорнзор, Топтул, Актай и погибших на полях сражений в Великой Отечественной войне (ул. Восточная, рядом с Домом культуры)[9].
- Объект культурного наследия народов РФ регионального значения. Рег. № 211510265110005 (ЕГРОКН). Объект № 2100206000 (БД Викигида) Гурьевская церковь (1826 год; улица Гагарина, 24 (17)).

## Люди, связанные с селом
- Абашев, Давид Иванович (1922, Богатырёво, Цивильский уезд — 1981, Чебоксары) — журналист, государственный деятель. Участник Великой Отечественной войны. В 1959—1961 годах — редактор республиканской газеты «Советская Чувашия». В 1961—1975 годах — секретарь и второй секретарь Чебоксарского горкома КПСС. С июля 1975 по октябрь 1981 — секретарь Президиума Верховного Совета Чувашской АССР. Награждён орденами Трудового Красного Знамени, «Знак Почёта» (дважды), медалями[10].
- Ельмаков, Виктор Александрович (1936, с. Богатырёво, Цивильский уезд, АЧССР — 1998, Новосибирск) — советский и российский журналист, главный редактор общественно-политического вещания Новосибирского комитета по телевидению и радиовещанию (1970—1980)[11].
- Комиссаров, Гурий Иванович (Кури Вантер; 1883, Богатырёво, Ядринский уезд — 1969, Санчурск, Кировская область) — чувашский фольклорист, этнолог, историк, краевед, писатель, публицист, переводчик, литературовед, языковед, педагог, философ, просветитель.
- Павлов, Фёдор Павлович (1892, Богатырёво, Ядринский уезд — 1931, Сочи, Северо-Кавказский край) — чувашский поэт, драматург, композитор, дирижёр, общественно-политический деятель и организатор в сфере культуры, один из основоположников чувашской драматургии и профессиональной музыки.
- Талиев, Пётр Иванович[чуваш.] (1778, Оринино, Козьмодемьянский уезд — 1832, Казань) — переводчик, священник. В 1802—1818 годах — священник в селе Богатырёво Ядринского уезда. Член Казанского общества любителей отечественной словесности (1812), Казанского отделения Российского библейского общества, корректор и редактор его чувашских переводов, в частности, книги «Святой Евангель» (Казань, 1820). В 1803 году возглавил работу по переводу и изданию «Краткого катехизиса» (М., 1804) (ему же приписывается авторство приложенного к нему букваря), в 1805 году перевёл молитву «Отче наш»[12].